# ブリジアン
ブリジアン株式会社（BRISIAN Co., Ltd.）は、東京都中央区銀座八丁目に本社を置く、日本の医療を中国・アジアへ紹介する医療インバウンド・医療観光であり、外務省、経済産業省に登録された国際医療交流コーディネーターの事業を展開している。「社業を通じて、人種、国籍、言語の河を渡す橋となり、アジア経済の更なる発展と、そこに住む人々や社員の幸せを追求していく」という経営理念のもとに、中国・アジアの利用者に日本の医療サービスを提供している。
2022年10月に東京飯田橋にあるホテルメトロポリタンエドモントで産後ケアホテル「ママレヴァータ（Mamma Levata）」の運営を開始し、2024年12月に帝国ホテル大阪でママレヴァータ（Mamma Levataの運営を開始した。

## 概要
2011年1月に会社を設立し中国をはじめ、世界中の華僑を中心とする富裕層の利用者向けに免疫治療、遺伝子治療、再生医療、健康診断・人間ドック、アンチエイジングや美容整形などを紹介している。
2014年7月に国際医療交流コーディネーターとして登録されており、外国人が来日して治療を受けれる医療ビザの申請及び取得も支援している。

## 沿革
- 2011年
  - 1月 - ブリジアン株式会社を設立し、医療インバウンド事業を開始。
- 2014年
  - 1月 - 株式会社フルスピードと提携し、中国富裕層向けに日本国内の高いサービスを誇る小売業、不動産業、医療、宿泊、サービス事業等の提供を開始。[3]
  - 7月 - 外務省、経済産業省によって国際医療交流コーディネーターとして登録。
- 2018年
  - 10月 - 第三種旅行業を登録。
  - 12月 - 三栄書房より夏川浩が執筆した「中国人富裕層のトリセツ」が出版。
- 2020年
  - 5月 - 医療現場応援のため中国イノビータ（INNOVITA）（唐山）生物技術有限会社が開発した新型コロナウイルス（COVID-19）抗体検査キットの取り扱いを開始。
  - 6月  - 管理医療機器販売業・貸与業許可を取得。
  - 8月 - 医療現場応援のため中国製の新型コロナウイルス（COVID-19）抗原検査キットの取り扱いを開始。中国の大手企業鋒味有限会社（Chef Nic）と提携し、パートナーシップ企業の募集を開始。
  - 10月 - 株式会社エアトリBTMと業務提携し、保険による補償付き新型コロナウイルス感染症対策「MoshiCoro～もしコロ～」を提供開始。
  - 12月 - SIX&SIX NMN DDS 9000国内販売総代理店となり、サプリメントNMN DDS 9000の取り扱いを開始。
- 2021年
  - 2月 - 鴻宇泰生物科技有限会社の新型コロナウイルス中和抗体検査キット（金コロイド法）の取扱開始。
  - 3月 - シェイプUPガールズの中島史恵さんがSIX&SXI NMN DDS 9000のアンバサダーに就任。
  - 4月 - 俳優の敦士がSIX&SXI NMN DDS 9000のアンバサダーに就任。
  - 6月 - 一般財団法人日本情報経済社会推進協会(JIPDEC)からプライバシーマーク(Pマーク)を認定取得。
  - 7月 - 東京都知事から宅地建物取引業免許を取得。
  - 8月 - 全国健康保険協会東京支部より健康企業宣言の認定を取得。
  - 11月 - 東京都公安委員会より古物商許可を取得。
- 2022年
  - 3月 - 厚生労働省より労働者派遣事業許可を取得。
  - 4月 - 一般社団法人MEJより「医療渡航支援企業(AMTAC)」正認証を取得。
  - 11月 - ホテルメトロポリタンエドモントで産後ケアホテル「Mamma Levata ママレヴァータ」オープン。
- 2023年
  - 1月 - 慶應義塾大学病院にブリジアンが国際医療コーディネーターとして登録。
  - 5月 - 榊原記念病院にブリジアンが国際医療コーディネーターとして登録。
  - 8月 - ブリジアンのポータルサイトがリニューアル。
  - 10月 - 第二種旅行業を登録。
  - 12月 - 一般社団法人国際メディカル・コーディネート事業者協会（JIMCA）より準会員認証を取得。
- 2024年
  - 1月 - 国立がん研究センターにブリジアンが国際医療コーディネーターとして登録。
  - 4月 - 東京大学医学部付属病院 国際検診センターにブリジアンが受託者として登録。
  - 7月 - 京都大学医学部附属病院にブリジアンが医療渡航支援企業として登録。
  - 12月 - 帝国ホテル大阪で産後ケアホテル「Mamma Levata ママレヴァータ」オープン。
- 2025年
  - 4月 - 東京慈恵会医科大学附属病院にブリジアンが医療渡航支援企業として登録。

## 実績
医療インバウンド事業について2024年時点で延べ7,700人以上のサポート実績を残している。
提携医療機関は国立大学病院、大型総合病院、最先端再生医療機関、美容外科・美容皮膚科やがん治療のクリニックなどがある。
| 平成23年 | 平成24年 | 平成25年 | 平成26年 | 平成27年 | 平成28年 | 平成29年 | 平成30年 | 平成31年/令和元年 | 令和2年               | 令和3年 | 令和4年 | 令和5年 | 令和6年 |
| -------- | -------- | -------- | -------- | -------- | -------- | -------- | -------- | ----------------- | --------------------- | ------- | ------- | ------- | ------- |
| 88人     | 124人    | 159人    | 239人    | 311人    | 408人    | 586人    | 879人    | 1,228人           | 598人 ※新型コロナ発生 | 106人   | 289人   | 1,097人 | 1,645人 |